# Гарафиев, Алмаз Нуриевич
Алмаз Нуриевич Гарафиев (род. 14 февраля 1948, Старошешминск, Татарская АССР) — российский филолог-тюрколог.
Автор учебников и учебных пособий по татарскому языку для школ и вузов.
Родился в многодетной семье служащего частной торговой фирмы. В 1930 отец был арестован и сослан на Колыму и вернулся в 1947.
Жил в Казани, работал в горсовете, метеонаблюдателем, учителем.
Алмаз Нуриевич окончил Филологический факультет Казанского государственного университета в 1973 году. В 1973 поступил в аспирантуру при этом же университете (научный руководитель — Л. П. Лукманов).
После окончания аспирантуры проработал в указанном институте до 1988, сначала учёным секретарём, а затем старшим научным сотрудником.
Одним из первых стал изучать тюркские племена: карлуков, конгратов и др.
В 90-е годы работал над подготовкой к печати дневниковых записей матери «Воспоминания. Татарская интеллигенции XX века». Издал около 60 работ.
Автор около 30 публикаций. Основное направление научной деятельности — перевод и публикация турецких источников по истории Поволжья (летописи, законодательные акты, сочинения путешественников).